# Ladapeyre
Ladapeyre é uma comuna francesa na região administrativa da Nova Aquitânia, no departamentos de Creuse. Estende-se por uma área de 30,63 km². Em 2010 a comuna tinha 349 habitantes (densidade: 11,4 hab./km²).